# Скалиця (округ)
О́круг Ска́лиця (словац. Okres Skalica) — округ у Трнавському краї, північно-західна Словаччина. Площа округу становить — 357,1 км², на якій проживає — 47 871 особа (31.12.2010). Середня щільність населення становить — 134 осіб/км². Адміністративний центр округу — місто Скалиця, у якому мешкають 15 104 жителів.

## Історія

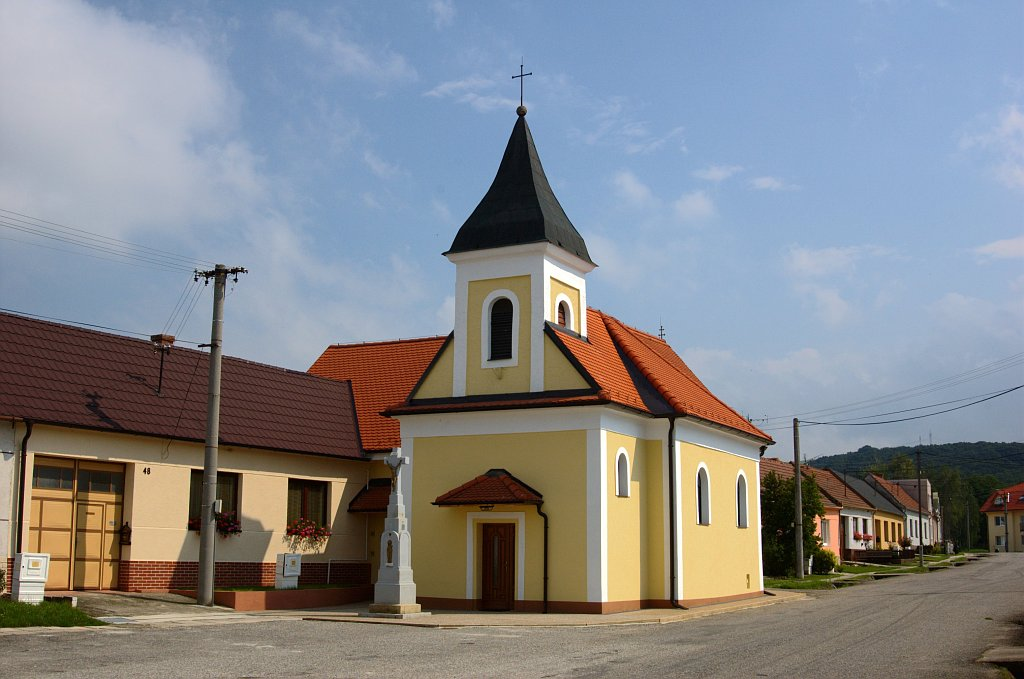
Костел у Лопашові.

До 1918 року округ належав Угорському королівству, а його територія входила до складу словацької історичної області (комітату) Нітра.
У сучасному вигляді округ був утворений 1996 року під час адміністративно-територіальної реформи Словацької Республіки, яка набула чинності 24 липня.

## Географія

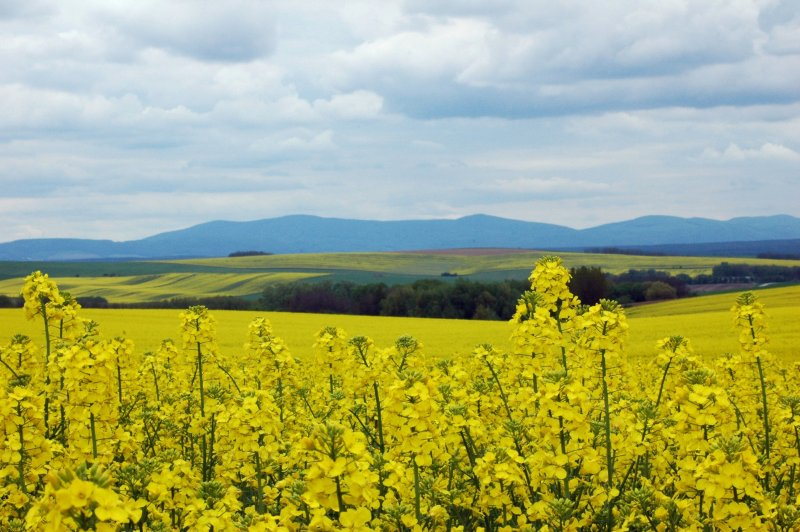
Малі Карпати. Краєвид із Летничів

Округ розташований у північно-західній Словаччині, на півночі Трнавського краю (є найпівнічнішим округом в його складі), між річкою Морава і передгір'ям Малих і Білих Карпат. Він межує з округами: на півдні — Сениця (Трнавський край); на сході — Миява (Тренчинський край); на півночі і північному заході з Моравією (Чехія).
Найбільша і головна річка округу — Морава, яка протікає кордоном між Чехією та Словаччиною і впадає в Дунай. Розташована Борська низовина і Хвойницькі пагорби.

## Статистичні дані

### Населення
| Рік:            | 1994.  | 2004.   | 2014.   | 2024.   |
| --------------- | ------ | ------- | ------- | ------- |
| Кількість осіб: | 46 384 | 47 134  | 46 934  | 46 764  |
| Різниця:        |        | +1,61 % | -0,42 % | -0,36 % |

| Рік:            | 2023.  | 2024.   |
| --------------- | ------ | ------- |
| Кількість осіб: | 46 916 | 46 764  |
| Різниця:        |        | -0,32 % |

### Національний склад 2010

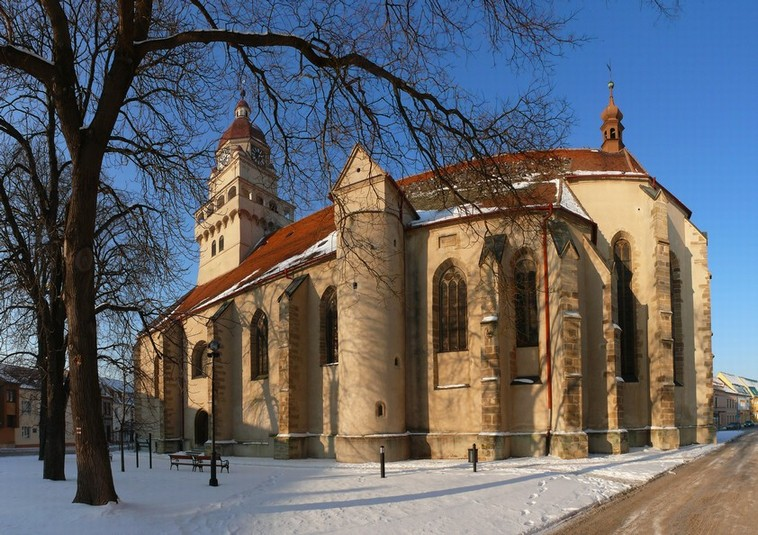
Скалиця. Костел святого Михаїла

Національний склад округу, за офіційними даними, є моноетнічним. Основну частину населення тут становлять словаки, майже 95 %, всі інші національності складають трохи більше 5 % від усієї кількості населення округу.
Дані по національному складу населення округу Скалиця на 31 грудня 2010 року:
- словаки — 94,83 %
- чехи — 2,99 %
- роми — 0,72 %
- українці — 0,17 %
- угорці — 0,12 %
- інші національності — 1,17 %

### Конфесійний склад 2001
- католики — 76,4 %
- лютерани — 4,6 %
- інші релігії та атеїсти  — 19,0 %

## Адміністративний поділ

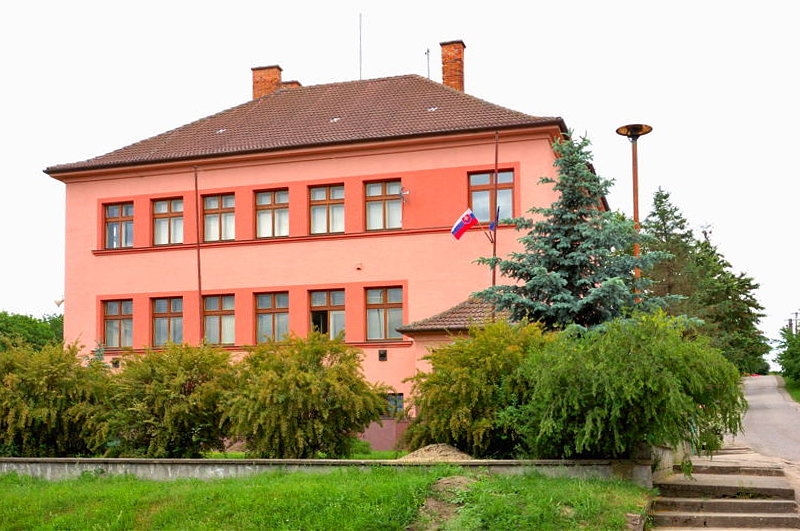
Петрова Весь. Приміщення муніципалітету

Округ складається із 21 громад (obec): 3 міст (mestska obec) і 18 сільських (vidiecka obec).

### Міста
- Скалиця
- Голіч
- Ґбели

### Села
Бродське • Врадіште • Дубовці • Катов • Коваловец • Копчани • Летніче • Лопашов • Мокри Гай • Ореське • Петрова Весь • Попудинське Мочидляни • Пр'єтржка • Радімов • Радошовці • Трновець • Унін • Хропов